# Josep Lluís Vives i Comallonga
Josep Lluís Vives i Comallonga (Figueres, 1897 - Barcelona, 25 de febrer de 1995) va ser un enginyer forestal i professor de silvicultura català.
Com a enginyer forestal, ingressà en el cos facultatiu corresponent l'any 1934. Va treballar al servei de la Generalitat de Catalunya republicana entre els anys 1931 i 1939, com a responsable de l'Oficina del Servei Forestal de Girona i com a professor de silvicultura i dibuix topogràfic de l'Escola d'Enginyeria Agroalimentària i de Biosistemes de Barcelona (EEABB). Una vegada acabada la Guerra Civil Espanyola fou destinat a la Diputació de Barcelona i a la Confederació Hidrogràfica del Pirineu (1958). També va exercir de professor de silvicultura i indústries forestals a l'Escola de Pèrits Agrícoles de Barcelona.
El 1943 fou elegit, i el 1948 passà a ser membre de la Reial Acadèmia de Ciències i Arts de Barcelona, on va ser valedor, juntament amb el doctor Pius Font i Quer, de l'ingrés del doctor Oriol de Bolòs i Capdevila. El 1949 s'encarregà de fer estudis sobre un possible parc provincial a la muntanya del Tibidabo. Va publicar diversos treballs sobre entomofauna forestal.

## Publicacions[2]
- Observaciones biológicas sobre la oruga del fresno 'Abraxas pantaria L', amb Francisco Ripol Noble i Ramon Bardia Bardia (1945)
- La Evetria (Tortrix, Retinia) buoliana Schiff., sobre Pinus Insignis Douglas, amb Ramon Bardia Bardia (1948)
- Experimentos con Pinuscanariensis en las plantaciones del Tibidabo (1952)
- La Montaña del Tibidabo y sus estribaciones: parque provincial (1949)
- La Lymantria dispar en los alcornocales de nuestra región. (1959)